# Ralph Henry Gabriel
Ralph Henry Gabriel (29 avril 1890 - 25 avril 1987) est un historien américain. Il est professeur émérite d'histoire à l'Université Yale et est l'un des fondateurs de l'American Studies Association.

## Jeunesse et éducation
Ralph Gabriel est né le 29 avril 1890 à Reading, New York, fils de Cleveland et Alta Monroe Gabriel. Il obtient son baccalauréat ès arts, sa maîtrise ès arts et son doctorat à l'Université Yale avant de servir dans l'infanterie de l'armée américaine pendant la Première Guerre mondiale.

## Carrière
Gabriel rejoint la faculté de Yale en 1915. Simultanément, Gabriel est embauché comme rédacteur général de The Pageant of America, une série de 15 volumes sur l'histoire picturale du développement des États-Unis.
En 1931, il collabore avec Stanley Thomas Williams (en), professeur d'anglais, pour donner un cours intitulé « Pensée et civilisation américaines »,. Il affirme que le cours « mettait l'accent sur l'étude systématique de l'histoire des points de vue des écrivains, érudits, hommes d'État et réformateurs américains ». Par la suite, il est président du département d'histoire de 1931 à 1934. En 1938, Gabriel travaille aux côtés de Mabel B. Casner, une enseignante du Connecticut, pour publier The Rise of American Democracy.
Quelques années plus tard, en 1940, Gabriel publie The course of American democratic thought par l'intermédiaire de la Ronald Press Company. Bien qu'écrivant en tant qu'historien, Gabriel utilise l'anthropologie pour examiner comment le « climat d'opinion » américain affecte la société. Il devient ensuite directeur des études de Yale pour les militaires de retour de 1944 à 1946 et donne des conférences à l'École de gouvernement militaire des États-Unis. Il est professeur Larned d'histoire américaine de 1935 à 1948 avant d'être nommé professeur Sterling. En 1941, Gabriel publie une biographie sur Elias Boudinot par l'intermédiaire de l'University of Oklahoma Press. En 1946, Gabriel fonde un nouveau département à Yale, intitulé Département d'études américaines, et devient plus tard l'un des pères fondateurs de l'American Studies Association. Cependant, Gabriel finit par démissionner du Département d'études américaines en signe de protestation pendant la guerre froide. Demeuré professeur à Yale, Gabriel obtient le rang de professeur émérite en 1958 après avoir pris sa retraite en juin.
En 1958, Gabriel est membre du comité de la Commission nationale américaine pour l'UNESCO et délégué américain à la conférence de l'UNESCO à Paris. Au cours de son long mandat à Yale, il est également rédacteur en chef de la revue de la Bibliothèque du Congrès sur la civilisation américaine.
En 1958, il reçoit un diplôme honorifique du Williams College. En 1966, Gabriel reçoit une médaille DeVane du chapitre Phi Beta Kappa de Yale. En 1975, il reçoit la médaille Wilbur Cross pour « ses réalisations distinguées dans les domaines de l'érudition, de l'enseignement, de l'administration universitaire et du service public ».
Chaque année, l'American Studies Association décerne le prix Ralph Henry Gabriel à la meilleure thèse de doctorat en études américaines, en études ethniques ou en études féminines.

## Publications
- Elias Boudinot, Cherokee & his America (1941)
- The Rise of American Democracy (1951)
- The course of American democratic thought: an intellectual history since 1815 (1956)
- Traditional values in American life (1960)
- American values: continuity and change (1974)